# Мельсайм
Мельсайм (фр. Melsheim) — коммуна на северо-востоке Франции в регионе Гранд-Эст (бывший Эльзас — Шампань — Арденны — Лотарингия), департамент Нижний Рейн, округ Саверн, кантон Буксвиллер. До марта 2015 года коммуна административно входила в состав упразднённого кантона Ошфельден (округ Страсбур-Кампань).
Площадь коммуны — 5,21 км², население — 581 человек (2006) с тенденцией к стабилизации: 575 человек (2013), плотность населения — 110,4 чел/км².

## Население
Население коммуны в 2011 году составляло 583 человека, в 2012 году — 575 человек, а в 2013-м — 575 человек.
| 1962 | 1968 | 1975 | 1982 | 1990 | 1999 | 2006 | 2008 | 2011 | 2012 | 2013 |
| ---- | ---- | ---- | ---- | ---- | ---- | ---- | ---- | ---- | ---- | ---- |
| 476  | 465  | 457  | 435  | 478  | 534  | 581  | 586  | 583  | 575  | 575  |

Динамика населения:

## Экономика
В 2010 году из 374 человек трудоспособного возраста (от 15 до 64 лет) 290 были экономически активными, 84 — неактивными (показатель активности 77,5 %, в 1999 году — 72,7 %). Из 290 активных трудоспособных жителей работали 270 человек (145 мужчин и 125 женщин), 20 числились безработными (13 мужчин и 7 женщин). Среди 84 трудоспособных неактивных граждан 18 были учениками либо студентами, 41 — пенсионерами, а ещё 25 — были неактивны в силу других причин.